# Ego Trip (film)
Pour les articles homonymes, voir Ego Trip.
Pour plus de détails, voir Fiche technique et Distribution.
Ego Trip est un film québécois réalisé par Benoit Pelletier, sorti en 2015.

## Synopsis
L'animateur de talk-show Marc Morin est à la croisée des chemins au point de vue de sa vie personnelle et de sa carrière. Pour redorer son image auprès du public, son agent lui suggère d'aller faire du bénévolat en Haïti. Peu motivé au départ, il découvre la réalité de ce pays où le bonheur est omniprésent malgré les difficultés.

## Fiche technique
- Titre original : Ego Trip
- Réalisation : Benoit Pelletier
- Scénario : François Avard
- Production : Denise Robert et Émile Gaudreault
- Costumes : Carmen Alie
- Musique : Nicolas Maranda
- Décors : Patrice Bengle
- Direction de la photographie : Nathalie Moliavko-Visotzky
- Société(s) de production : Cinémaginaire
- Société(s) de distribution : Les Films Séville
- Pays d'origine :  Canada
- Langue originale : Français québécois
- Format : couleur
- Genre : Comédie
- Durée : 105 minutes
- Date de sortie :
  -  Québec : 8 juillet 2015
- Date de sortie en DVD :
  -  Québec : 17 novembre 2015[1]

## Distribution
- Patrick Huard : Marc Morin
- Antoine Bertrand : Paul Plante
- Guy Jodoin : Richard Beaudoin
- Marie-Ève Milot : Nataly Chabot
- Sandrine Bisson : Josée
- Gardy Fury : Sammy
- Ludivine Reding : Rosabelle
- Étienne Poliquin : Thierry
- Kako Jacques Bourjolly Jr : Étiene
- Cynthia Jean-Louis : Chrystelle
- Caranne Laurent : Maudeline
- Steve Bastien : Réginald
- Katherine Levac : Manon
- Marcel Sabourin : Daniel Valiquette
- Pierre Collin : Jean Morin
- Frank Schorpion : Ambassadeur du Canada
- Rachid Badouri : Lui-même
- Pierre Bruneau : Lui-même
- Gino Chouinard : Lui-même
- Jean-François Mercier : Lui-même